# Pontcarré
Pontcarré is een gemeente in het Franse departement Seine-et-Marne (regio Île-de-France) en telt 2024 inwoners (2005). De plaats maakt deel uit van het arrondissement Torcy.

## Geografie
De oppervlakte van Pontcarré bedraagt 9,4 km², de bevolkingsdichtheid is 215,3 inwoners per km².
De onderstaande kaart toont de ligging van Pontcarré met de belangrijkste infrastructuur en aangrenzende gemeenten.

## Demografie
Onderstaande figuur toont het verloop van het inwonertal (bron: INSEE-tellingen).